# Natalja Alexejewna Romanowa

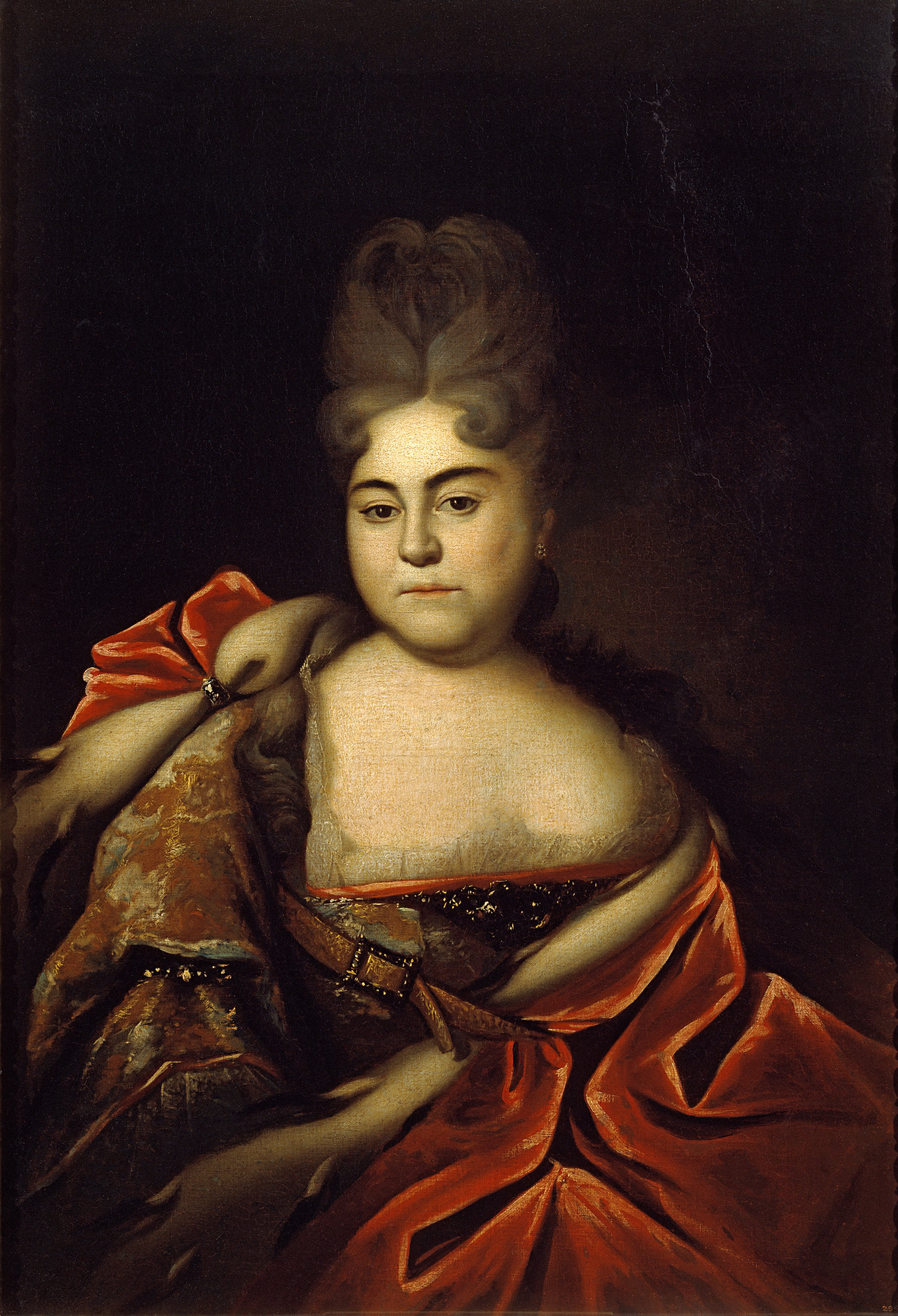
Natalja Alexejewna Romanowa

Natalja Alexejewna Romanowa (russisch Наталья Алексеевна Романова; * 25. August 1673 in Moskau; † 18. Juni 1716 in Sankt Petersburg) war Großfürstin von Russland, Tochter von Zar Alexei I. und Schwester von Zar Peter I.

## Leben
Natalja Alexejewna Romanowa war die Tochter Zar Alexeis I. und dessen zweiten Ehefrau Natalja Naryschkina aus der Bojarenfamilie Naryschkin, die der Überlieferung nach 1465 aus dem tatarischen Krim-Khanat nach Russland eingewandert war. Seit 1682 hielten sich die Geschwister Peter und Natalja mit ihrer Mutter im Dorf Preobraschenskoje unweit von Moskau auf. Natalja, die die Reformen ihres Bruders unterstützte, interessierte sich für Bildung und Kunst, beherrschte Fremdsprachen, richtete in Preobraschenskoje ein privates Theater ein, das erste seiner Art in Russland und schrieb dafür eigene Bühnenstücke.
Ihr Bruder schenkte ihr die Insel Krestowski bei Sankt Petersburg, die sie als Sommersitz nutzte. Natalja blieb unverheiratet und ohne Nachkommen. In Diplomatenkreise ging das Gerücht um, sie habe ihrem Neffen Alexei von Russland der mit seinem Vater in Zwist lag, auf dem Sterbebett 1716 den Rat gegeben, bei Gelegenheit aus Russland zu fliehen und bei Kaiser Karl VI. Schutz zu suchen. Nach ihrem Tode gab Zar Peter I. den Auftrag, auf dem Gelände des Alexander-Newski-Klosters die Lazaruskirche zu errichten. 1723 wurde ihr Leichnam von dort in die Mariä-Verkündigungs-Kirche überführt.

## Werke (Auswahl)
- Komödie von der Heiligen Katharina
- Chrysanthus und Daria
- Heilige Eudokia